# Franz Raffl

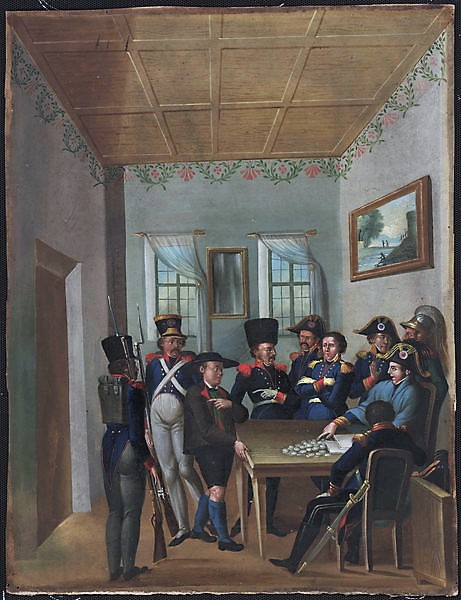
Franz Raffl rivela il nascondiglio di Andreas Hofer in un dipinto di Leopold Puellacher del 1820

Franz Raffl (Scena, 10 ottobre 1775 – Reichertshofen, 13 febbraio 1830) è stato un contadino tirolese.

## Biografia
È ricordato per aver contribuito alla cattura del patriota tirolese Andreas Hofer, comandante delle milizie protagoniste dell'insorgenza tirolese del 1809.
Il suo ruolo fu fondamentale poiché il 27 gennaio 1810 collaborò con le autorità francesi indicando a quest'ultime la malga Pfandler, luogo nel quale era rifugiato Andreas Hofer il quale fu catturato ed arrestato assieme alla famiglia il giorno seguente. In seguito a questa vicenda gli fu attribuito l'appellativo di "Giuda del Tirolo". 
Nel 1933 fu realizzato un film sulla vicenda che lo rese noto: Der Judas von Tirol, diretto dal regista tedesco Franz Osten. Nel 2006 è stato realizzato un altro adattamento cinematografico con lo stesso titolo.